# Чепур, Никита Дмитриевич
Никита Дмитриевич Чепур (17 апреля 1906 — 9 октября 1982) — командир отделения 81-го гвардейского стрелкового полка 25-й гвардейской стрелковой дивизии 8-й гвардейской армии Юго-Западного фронта, гвардии младший сержант. Герой Советского Союза.

## Биография
Родился 17 апреля 1906 года в городе Змиёв (ныне Харьковской области).
В 1938 году окончил Московский институт инженеров- механиков.
Работал механиком завода транспортного машиностроения в Харькове.
В феврале 1943 года призван в ряды Красной армии. Воевал по август 1944 года в боях от Харькова до Днестра. Член ВКП(б) с 1944 года.
Участвовал в освобождении Чугуевского, Купянского и Изюмского районов. Воевал на Левобережной Украине, освобождал Днепропетровщину. Был награждён орденом Красного Знамени. 26 сентября 1943 года принимал участие в форсировании Днепра. За трое суток отделение отбило 20 контратак врага.
22 февраля 1944 года указом Президиума Верховного Совета СССР за мужество и героизм проявленный при форсировании Днепра и удержании плацдарма на его правом берегу гвардии младшему сержанту Никите Дмитриевичу Чепуру присвоено звание Героя Советского Союза с вручением ордена Ленина и медали «Золотая Звезда».
В дальнейшем гвардии младший лейтенант Н. Д. Чепур командовал взводом.
С 1946 года гвардии младший лейтенант Чепур в запасе. Жил в Харькове. Скончался 9 октября 1982 года.